# Estádio da Devesa
O Estádio da Devesa é um estádio de futebol português situado em Galegos Santa Maria, Barcelos, atualmente propriedade do Santa Maria Futebol Clube. Inaugurado em 1944, tem uma capacidade para 4 mil lugares e o campo de futebol mede 105 metros por 68. Foi desenhado pelo arquiteto João José Falcão Esteves.